# Natalja Něprjajevová
Natalja Michailovna Něprjajevová, rusky Наталья Михайловна Непряева (* 6. září 1995 Tver) je ruská běžkyně na lyžích, bronzová olympijská medilistka ze Zimních olympijských her 2018. V jihokorejském Pchjongčchangu získala bronz se štafetou. Na MS 2019 v rakouském Seefeldu vybojovala bronz ve skiatlonu.

## Výsledky

### Výsledky ve Světovém poháru
| Sezóna  | Věk | Sezónní výsledky | Sezónní výsledky | Sezónní výsledky | Sezónní výsledky | Výsledky na Ski Tour | Výsledky na Ski Tour | Výsledky na Ski Tour | Výsledky na Ski Tour |
| Sezóna  | Věk | Celkově          | Distance         | Sprinty          | U23              | Nordic Opening       | Tour de Ski          | WC Final             | Ski Tour Kanada      |
| ------- | --- | ---------------- | ---------------- | ---------------- | ---------------- | -------------------- | -------------------- | -------------------- | -------------------- |
| 2013/14 | 18  | neklas.          |                  |                  | —                | —                    | —                    | —                    | —                    |
| 2014/15 | 19  | neklas.          |                  |                  |                  | —                    | —                    | —                    | —                    |
| 2015/16 | 20  | 67.              | 60.              | 56.              | 13.              | 46.                  | —                    | —                    | 29.                  |
| 2016/17 | 21  | 78.              | 75.              | 58.              | 13.              | 37.                  | —                    | —                    | —                    |
| 2017/18 | 22  | 13.              | 13.              | 14.              | 1.               | 8.                   | 11.                  | DNF                  | —                    |
| 2018/19 | 23  | 2.               | 3.               | 5.               | —                | 8.                   | 2.                   | 12.                  | —                    |
| 2019/20 | 24  | 3.               | 4.               | 4.               | —                | 18.                  | 2.                   | —                    | —                    |
| 2020/21 | 25  | 6.               | 10.              | 6.               | —                | 10.                  | 7.                   | —                    | —                    |
| 2021/22 | 26  | 1.               | 8.               | 10.              | —                | —                    | 1.                   | —                    | —                    |

### Výsledky na OH
- 1 medaile – (štafeta – 1 bronz)

| Rok  | Věk | 10 km | 15 km skiatlon | 30 km hromadný start | sprint | 4 × 5 km štafeta ženy | sprint dvojic |
| ---- | --- | ----- | -------------- | -------------------- | ------ | --------------------- | ------------- |
| 2018 | 22  | —     | 8.             | 24.                  | 4.     | 3.                    | 9.            |
| 2022 | 26  | 4.    | 2.             | DNF                  | 14.    | 1.                    | 3.            |

### Výsledky na MS
- 1 medaile – (individuální závody – 1 stříbro)

| Rok  | Věk | 10 km | 15 km skiatlon | 30 km hromadný start | sprint | 4 × 5 km štafeta ženy | sprint dvojic |
| ---- | --- | ----- | -------------- | -------------------- | ------ | --------------------- | ------------- |
| 2019 | 23  | 7.    | 3.             | —                    | 9.     | 3.                    | 4.            |
| 2021 | 25  | 12.   | 16.            | —                    | 22.    | 2.                    | 4.            |